# 18883 Домедж
18883 Домедж (18883 Domegge) — астероїд головного поясу, відкритий 31 грудня 1999 року.
Тіссеранів параметр щодо Юпітера — 3,208.